# Thailandia dell'Est

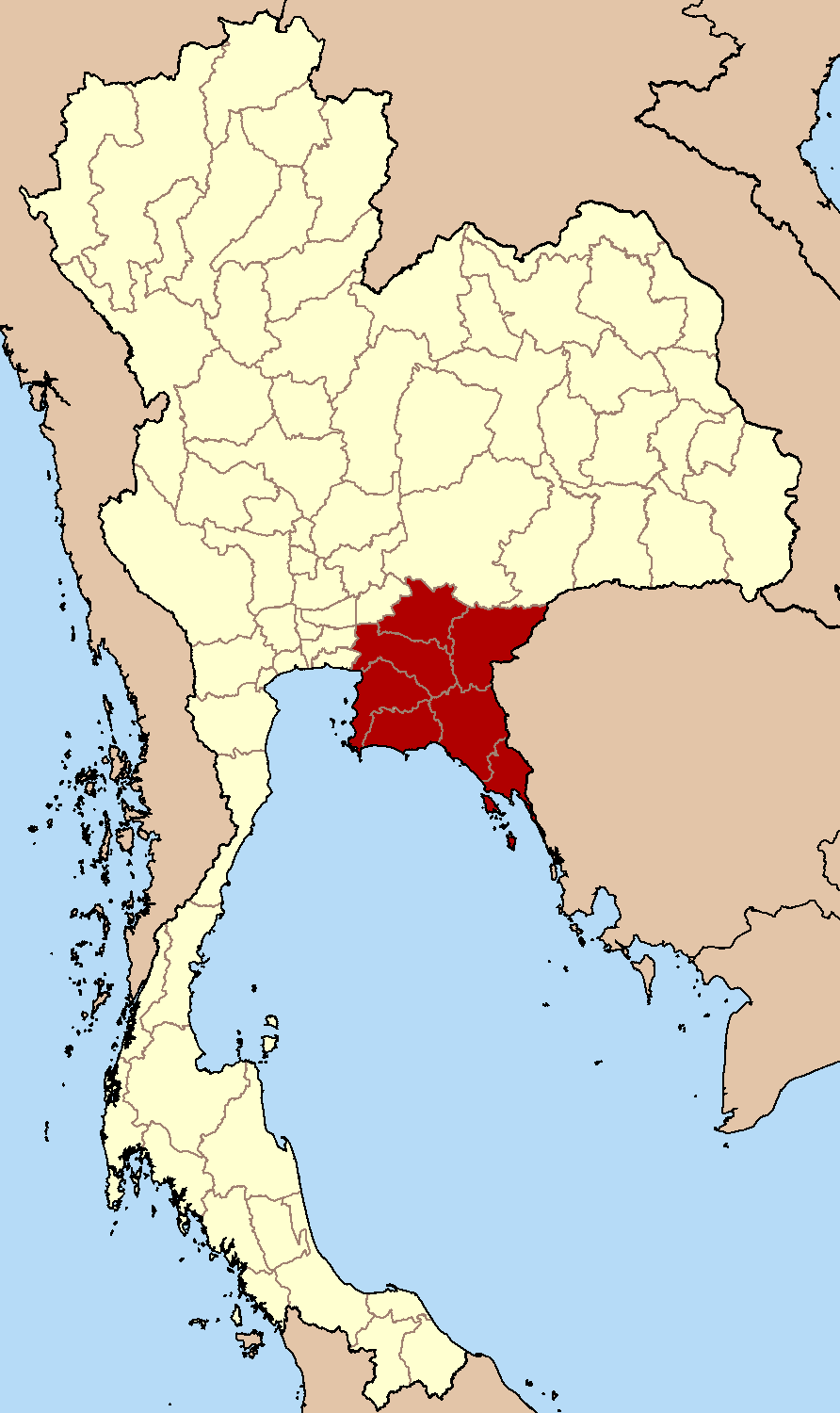
La Thailandia Orientale secondo il sistema di suddivisione in 6 macro-regioni

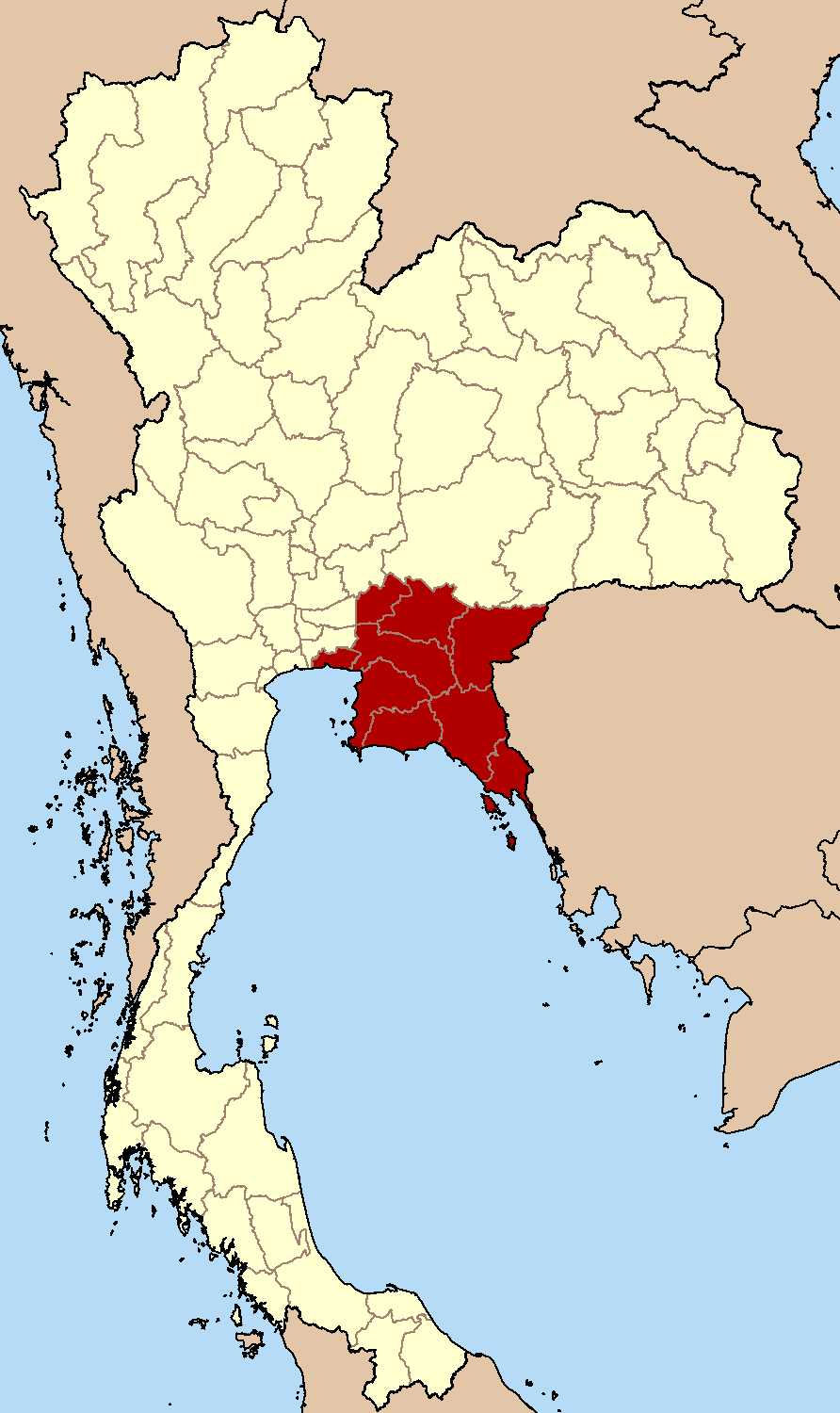
La Thailandia Orientale secondo il sistema di suddivisione in 6 macro-regioni

La Thailandia dell'Est è una delle sei macro-regioni in cui il Consiglio Nazionale di Ricerca Thailandese ha suddiviso il paese nel 1978. Tale suddivisione, che ha valore dal punto di vista geografico o per scopi statistici, non ha valore dal punto di vista amministrativo.

## Suddivisioni
La Thailandia Orientale comprende le seguenti province:
1. Chachoengsao (ฉะเชิงเทรา)
2. Chanthaburi (จันทบุรี)
3. Chonburi (ชลบุรี)
4. Prachin Buri (ปราจีนบุรี)
5. Rayong (ระนอง)
6. Sa Kaeo (สระแก้ว)
7. Trat (ตราด)

Nel sistema di suddivisione a 4 macro-regioni, tutte le province della Thailandia dell'Est fanno parte della Thailandia Centrale.

## Geografia
La Thailandia dell'Est confina a nord con l'altopiano di Korat, dal quale è separata dalla catena montuosa dei Sankamphaeng, mentre è separata dalla Cambogia, verso sud-est, dai Monti dei Cardamomi. La parte centrale è caratterizzata da brevi catene montuose che si alternano a corte valli i cui fiumi si gettano nel golfo di Thailandia. In quest'area viene coltivata molta della frutta più pregiata della Thailandia.
Nello sforzo di decongestionare Bangkok dal concentramento industriale e dal traffico su ruota, il governo thailandese da diversi anni ha cominciato ad insediare nuove industrie nella zona costiera delle province di Chonburi, Chachoengsao, Samut Prakan e Rayong. Per lo stesso motivo, nel 1988 è stato inaugurato il grande porto di Laem Chabang, nella provincia di Chonburi, che ha soppiantato quello di Bangkok ed è diventato, nel 2010, il 22° porto del mondo per numero di container.
Al largo delle coste occidentali, si trovano le isole di Ko Sichang e Ko Lan, mentre a sud ve ne sono molte altre fra le quali le più grandi sono Ko Samet e Ko Chang, importanti poli di attrazione turistica.